# Bousculade du pont de la Guillotière

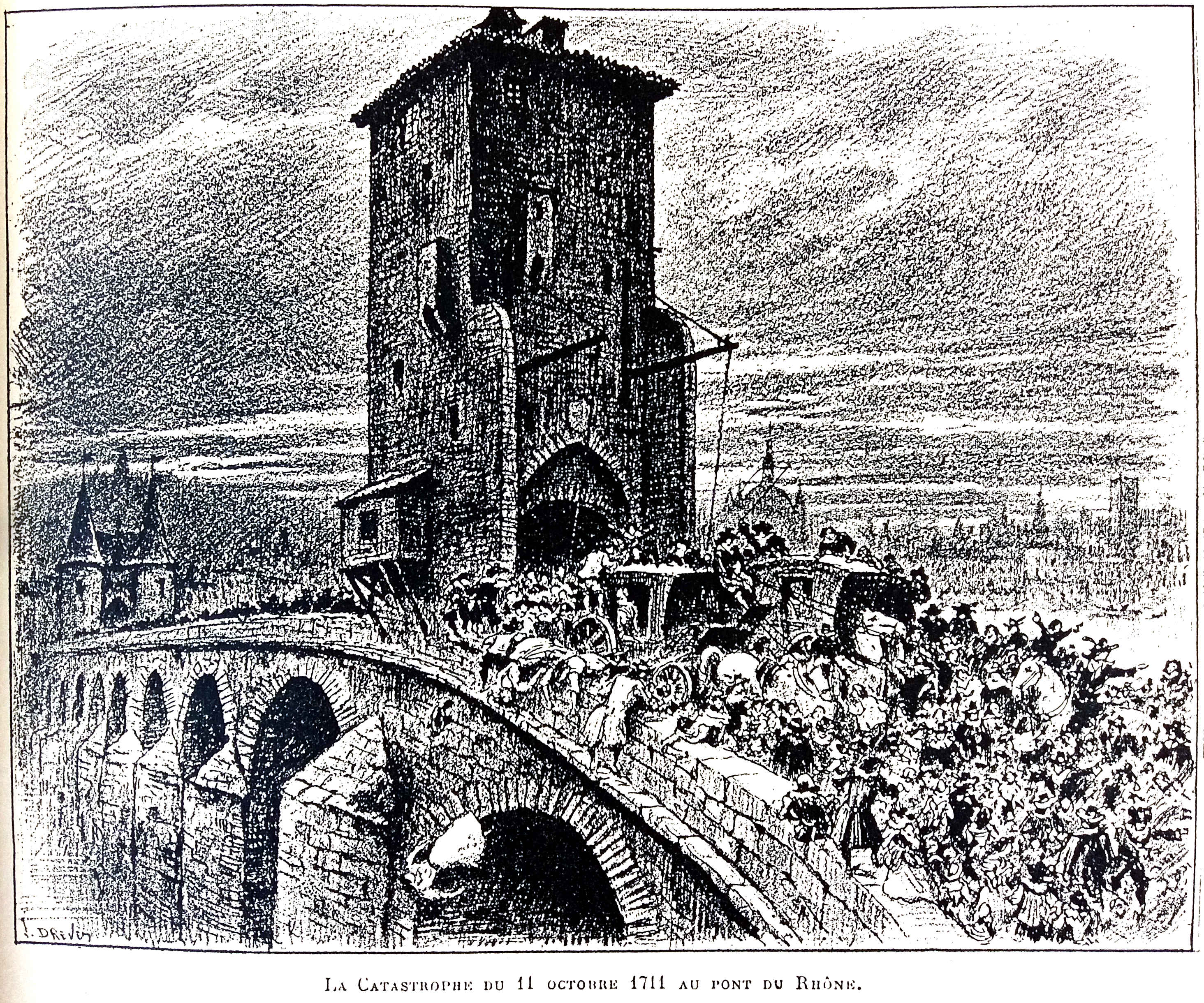
Illustration de la catastrophe.

La bousculade du pont de la Guillotière, autrefois dénommée tumulte du pont du Rhosne, est une tragédie survenue le 11 octobre 1711 sur le pont de la Guillotière, anciennement pont du Rhône, à Lyon, en France. L'obstruction du pont, réputé trop étroit et trop long, par le carrosse de Madame Servient, combinée à l'arrivée de nombreux Lyonnais de retour de la vogue de Saint-Denis de Bron, entraîne une immense bousculade et la mort de plus de 241 personnes : 216 sont écrasées et 25 noyées après être tombées dans le fleuve.  Cet épisode aurait convaincu Madame de Servient, née Catherine Mazenod, à « léguer son large domaine de la Guillotère aux Hospices civils de Lyon ».

## Évocation
L'épisode dramatique est mis en image sous le titre Le tumulte du pont de Rosne dans le numéro 3 magazine Les rues de Lyon, paru en mars 2015.